# Wilhelm Spiegelberg
Wilhelm Spiegelberg   (Hannover, 25 de juny de 1870 - Múnic, 23 de desembre de 1930) va ser un egiptòleg alemany. Es va especialitzar en anàlisis de text demòtic i hieràtic.
Spiegelberg va créixer com el segon més gran de quatre germans d'una família jueva alemanya. Va estudiar egiptologia i arqueologia a Estrasburg i Berlín, obtenint el seu doctorat a la Universitat d'Estrasburg el 1891. Com a estudiant les seves influències van incloure Johannes Dümichen, Adolf Michaelis i Adolf Erman. Després de graduar-se, va continuar la seva formació a París com alumne de Gaston Maspero. El 1899 esdevingué professor associat a Estrasburg, on el 1907 obtingué una càtedra titular. El 1919 es va traslladar a la Universitat de Heidelberg, i quatre anys més tard va succeir a Friedrich Wilhelm von Bissing com a catedràtic d' egiptologia a la Universitat de Múnic.
A partir de 1894, va participar en treballs d'excavació a Egipte, sobretot a la necròpolis de Tebes. Al voltant de 1900 va començar a treballar al Museu Egipci del Caire, fent de catalogador i editor de material demòtic. Spiegelberg va fer importants contribucions al desxiframent de l'escriptura demòtica i al camp de la lexicografia demòtica.
Durant el seu mandat a Múnic, va acompanyar el novel·lista Thomas Mann a Egipte, on va oferir assistència per a la redacció de la tetralogia "Joseph" de Mann. El 1919 es va convertir en membre de l'Acadèmia de Ciències de Heidelberg (membre no resident des de 1923), i des de 1924, va ser membre de ple dret de l'Acadèmia de Ciències de Baviera.

## Obres seleccionades
- Studien und Materialien zum Rechtswesen des Pharaonenreiches der Dynastien XVIII–XXI, Hannover 1892 (tesi) – Estudis sobre el dret dels faraons de les dinasties XVIII–XXI.
- Geschichte der ägyptische Kunst bis zum Hellenismus, 1903 – Història de l'art egipci fins al període hel·lenístic.
- Der Aufenthalt Israels in Aegypten im Lichte der aegyptischen Monumente, 1904.
- Elefantina-Papyri, 1907 (amb Otto Rubensohn ; Wilhelm Schubart) - papirs d'Elefantina.
- Die Schrift und Sprache der alten Ägypter, 1907 - L'escriptura i la llengua dels antics egipcis.
- Koptisches Handwörterbuch, 1921 – Diccionari copte de butxaca.
- Demotische Papyri, Heidelberg 1923 – Papirs demòtics.
- Demotische grammatik, 1925 – Gramàtica demòtica.[5][6]